# Laser Cars

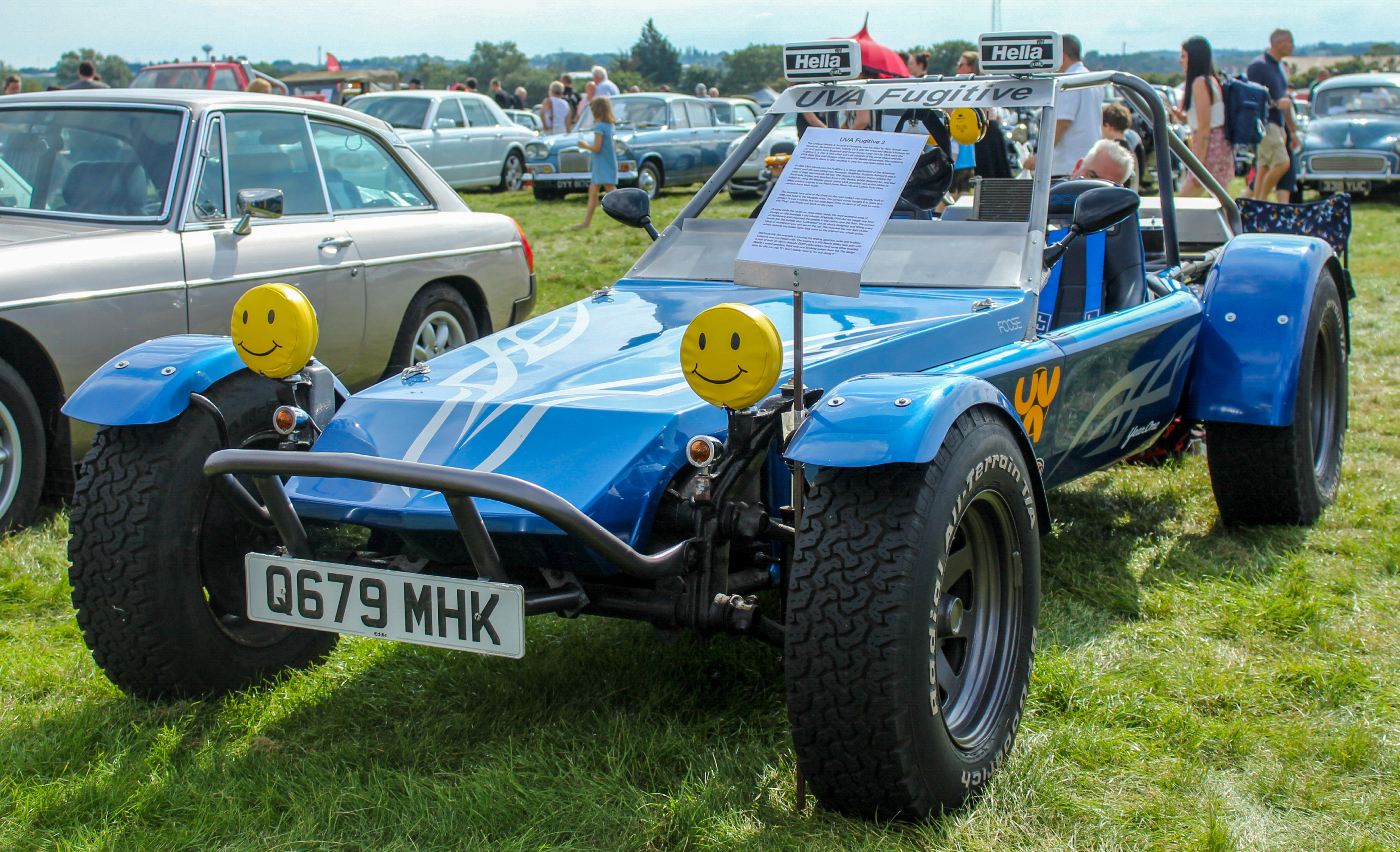
UVA Fugitive 2

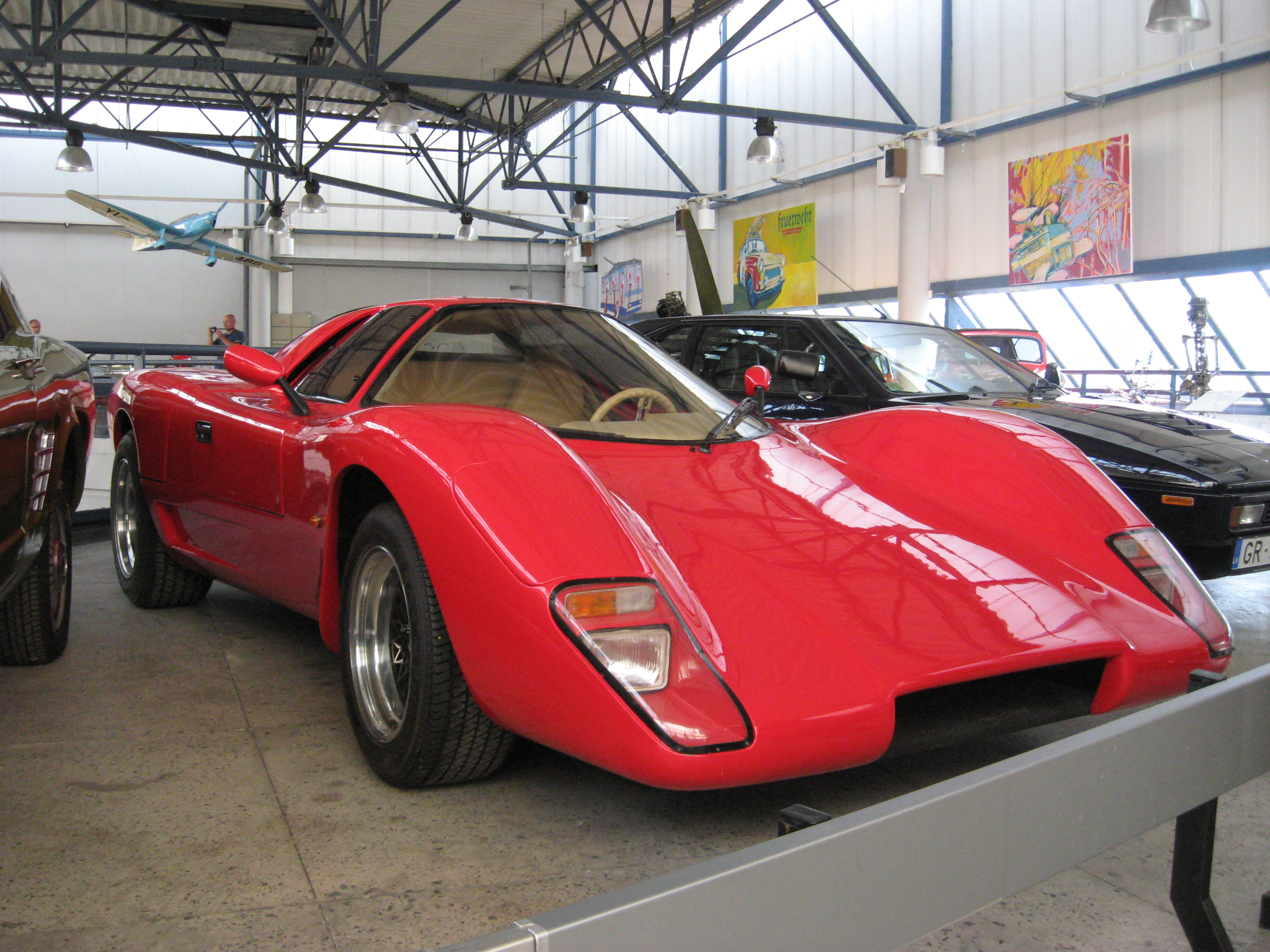
UVA M 6 GTR

Laser Cars, zuvor The Unique Vehicle & Accessory Company Limited und TAG Automotive Limited, war ein britischer Hersteller von Automobilen.

## Unternehmensgeschichte
Alan Arnold und Terry Lee gründeten 1981 das Unternehmen The Unique Vehicle & Accessory Company Limited in Curridge in der Grafschaft Berkshire. Sie begannen mit dem Import und später mit der Produktion von Automobilen und Kits. Der Markenname lautete UVA. 1983 erfolgte der Umzug nach Newbury in Berkshire und 1990 nach Whitchurch in Hampshire. Gwyn Parry, der zuvor für Ford tätig war, kam 1992 dazu, woraufhin die Initialen ihrer Vornamen die neue Firmierung TAG Automotive Limited ergab. Ab 1993 führte Terry Lee das Unternehmen alleine, das nun als Laser Cars firmierte. 1995 endete die Produktion. Insgesamt entstanden etwa 575 Fahrzeuge.

## Fahrzeuge
Der Baja Bug war ein Umbausatz für den VW Käfer mit anderer Front und anderen Kotflügeln. Hiervon entstanden zwischen 1982 und 1995 etwa 15 Stück.
Der Fugitive F 20 war mit etwa 500 Exemplaren während der Zeitspanne von 1984 bis 1995 das erfolgreichste Modell. Er war für Sandbahnrennen oder als Freizeitauto gedacht. Ein Spaceframe-Rohrrahmen bildete die Basis. Darauf wurde eine zweisitzige Karosserie aus Fiberglas montiert. Ein Vierzylinder-Boxermotor vom VW Käfer trieb die leichten Fahrzeuge an.
Zwischen 1984 und 1986 importierte das Unternehmen von Manta Cars aus den USA einen Bausatz, der als Montage angeboten wurde. Dies war die Nachbildung des Rennsportwagens McLaren M 6. Das Fahrgestell vom VW Käfer bildete die Basis. Der Neupreis für einen Bausatz lag mit 3895 Pfund relativ hoch. Er fand nur sieben Käufer.
Der M 6 GTR war die weiter entwickelte Version des Montage. Ein Monocoque aus Fiberglas bildete die Basis. Ein V8-Motor trieb die Fahrzeuge an. Zwischen 1985 und 1991 entstanden etwa 15 Stück.
Vier Fugitive F 30 entstanden von 1985 bis 1991. Es war die Mittelmotorausführung des Fugitive F 20, die einen V8-Motor von Rover erhielt.
Vom Fugitive F 40, der viersitzigen Ausführung des Fugitive F 20, wurden zwischen 1985 und 1991 etwa sieben Stück verkauft.
Der Shogan war der Umbau eines VW Käfer zu einem Kombi. Zwischen 1985 und 1991 entstanden etwa 15 dieser Fahrzeuge.
Der Can Am basierte auf dem Fahrgestell des Fugitive F 40, hatte aber einen V8-Motor von Rover in Fahrzeugmitte. Die stark veränderte Front hatte nun feste Kotflügel. Dieses Modell fand etwa zwölf Käufer zwischen 1986 und 1991.
Außerdem bot UVA ab 1982 den südafrikanischen Badsey Bullet von Badsey als Kit Car und Komplettfahrzeug in England an, verkaufte aber anscheinend keines dieser Dreiräder.